# Bni Arouss
Bni Arouss (en àrab بني عروس, Bnī ʿArūs; en amazic ⴱⵏⵉ ⵄⵕⵓⵙ) és una comuna rural de la província de Larraix, a la regió de Tànger-Tetuan-Al Hoceima, al Marroc. Segons el cens de 2014 tenia una població total de 8.193 persones.